# A/P22S-3
A/P 22S-3 fue el nombre de un traje espacial y de pilotaje de presión total diseñado y construido por la empresa Goodrich.
El traje tenía dos capas. Disponía de un regulador de oxígeno en el exterior del casco. El traje podía fabricarse con doce tallas para el torso, siete para los guantes y dos para los cascos.